# Endrick Felipe
Endrick Felipe Moreira de Sousa (Taguatinga, 21 juli 2006), beter bekend als Endrick Felipe of Endrick, is een Braziliaans voetballer die als aanvaller speelt voor Real Madrid. Hij maakte in 2023 zijn debuut voor het Braziliaans voetbalelftal.

## Clubcarrière

### Jeugd
Endrick begon met voetballen op vierjarige leeftijd, waarna zijn vader Endricks doelpunten op YouTube plaatste. Dit leverde hem interesse op van verschillende Braziliaanse clubs. Waar hij eerst bijna voor São Paulo tekende, vertrok hij op elfjarige leeftijd naar Palmeiras.

### Palmeiras
In de vijf jaar dat Endrick voor de jeugdelftallen van Palmeiras uitkwam, scoorde hij 165 doelpunten in 169 wedstrijden. Voor de Copa São Paulo de Futebol Júnior van 2022 speelde hij met Palmeiras onder 20 mee op een jeugdtoernooi. Daar scoorde de toenmalig vijftienjarige Endrick zeven doelpunten in zeven wedstrijden, won hij met het elftal de finale en werd hij uitgeroepen tot speler van het toernooi. Deze prestaties bleven niet onopgemerkt bij verschillende Europese topclubs, waaronder FC Barcelona en Manchester City.
In oktober 2022 maakte Endrick zijn debuut in het eerste elftal van Palmeiras. In de wedstrijd tegen Coritiba (4–0 winst) verving hij in minuut 69 ploeggenoot Rony. In zijn eerste seizoen werd hij met Palmeiras landskampioen en kwam hij in zeven wedstrijden, waarvan drie als basisspeler en vier als invaller, tot drie doelpunten en één assist. Ook in zijn tweede seizoen werd hij eind 2023 met Palmeiras landskampioen.

### Real Madrid
Op 15 december 2022 maakten Palmeiras en Real Madrid een transfer bekend. Endrick maakte vervolgens in de zomer van 2024, na het bereiken van een achttienjarige leeftijden en halverwege zijn derde seizoen bij Palmeiras, de overstap naar de club uit Madrid. Naar verluidt bedroeg de overeenkomst in totaal zo'n zestig miljoen euro..Maakte zijn debuut voor Real Madrid in de Champions League op 17 september 2024 in de thuis wedstrijd tegen VfB Stuttgart, hij viel in de tachtigste  minuut in voor Jude Bellingham. Endrick scoorde in vijfennegentigste minute zijn eerste doelpunt voor Real Madrid in de Champions League. Is daarmee met zijn 18 jaar en 59 dagen,  de jongste doelpunten scorer ooit voor Real Madrid in de Champions League.

## Privé
Endrick is getrouwd.

## Clubstatistieken
| Seizoen                         | Club            | Competitie       | Competitie | Competitie | Competitie | Beker | Beker | Beker | Internationaal | Internationaal | Internationaal | Overig | Overig | Overig | Totaal | Totaal | Totaal |
| Seizoen                         | Club            | Competitie       | Wed.       | Dlp.       | Ass.       | Wed.  | Dlp.  | Ass.  | Wed.           | Dlp.           | Ass.           | Wed.   | Dlp.   | Ass.   | Wed.   | Dlp.   | Ass.   |
| ------------------------------- | --------------- | ---------------- | ---------- | ---------- | ---------- | ----- | ----- | ----- | -------------- | -------------- | -------------- | ------ | ------ | ------ | ------ | ------ | ------ |
| 2022                            | Palmeiras       | Série A          | 7          | 3          | 1          | 0     | 0     | 0     | 0              | 0              | 0              | 0      | 0      | 0      | 7      | 3      | 1      |
| 2023                            | Palmeiras       | Série A          | 44         | 13         | 1          | 3     | 0     | 0     | 5              | 1              | 0              | 1      | 0      | 0      | 53     | 14     | 1      |
| 2024                            | Palmeiras       | Série A          | 15         | 2          | 1          | 2     | 0     | 0     | 5              | 2              | 1              | 0      | 0      | 0      | 22     | 4      | 2      |
| 2024/25                         | Real Madrid     | Primera División | 4          | 1          | 0          | 0     | 0     | 0     | 1              | 1              | 0              | 0      | 0      | 0      | 5      | 2      | 0      |
| Carrière totaal                 | Carrière totaal | Carrière totaal  | 70         | 19         | 3          | 5     | 0     | 0     | 10             | 3              | 1              | 1      | 0      | 0      | 87     | 23     | 4      |
| Bijgewerkt op 17 september 2024 |                 |                  |            |            |            |       |       |       |                |                |                |        |        |        |        |        |        |

1. ↑  Wedstrijden namens Palmeiras in de Supercopa do Brasil

## Interlandcarrière

### Braziliaanse jeugdelftallen
Endrick speelde op vijftienjarige leeftijd vier interlands voor Brazilië onder 17 tijdens het Tournoi de Montaigu 2022 in Frankrijk. In deze wedstrijden wist hij vijf keer te scoren en werd hij uitgeroepen speler van het toernooi dat hij met Brazilië onder 17 wist te winnen. Eind december 2022 werd Endrick opgeroepen voor Brazilië onder 20 om deel te nemen aan het CONMEBOL Sudamericano onder 20 van 2023 in Colombia. Palmeiras gaf Endrick echter geen toestemming hieraan deel te nemen. De club wilde hem namelijk niet missen tijdens de seizoensvoorbereiding en de Campeonato Paulista Série A1. In januari en februari 2024 speelde Endrick mee met Brazilïe onder 23 met de CONMEBOL Preolímpico, een toernooi ter plaatsing van de Olympische Spelen.

### Braziliaans voetbalelftal
In november 2023 werd Endrick op zeventienjarige leeftijd voor het eerst geselecteerd voor het Braziliaans voetbalelftal. Hij werd hiermee de jongste Braziliaan met een oproep voor het nationale elftal sinds Ronaldo in 1994. Op 23 maart 2024 scoorde Endrick zijn eerste doelpunt voor het nationale elftal. In de tegen Engeland in 0–1 geëindigde wedstrijd kwam hij na 71 minuten in het veld. Negen minuten later scoorde hij na tachtig minuten de enige treffer. Hiermee werd Endrick met zeventien jaar en 246 dagen de jongste doelpuntenmaker in een internationale wedstrijd op Wembley. Ook in zijn opvolgende interland was Endrick trefzeker. Ditmaal in Estadio Santiago Bernabéu, het stadion waar hij vanaf de zomer van 2024 namens Real Madrid zou gaan spelen.
| Interlands van Endrick Felipe | Interlands van Endrick Felipe | Interlands van Endrick Felipe | Interlands van Endrick Felipe | Interlands van Endrick Felipe | Interlands van Endrick Felipe |
| No.                           | Datum                         | Wedstrijd                     | Uitslag                       | Soort Wedstrijd               | Doelpunten                    |
| Als speler bij Palmeiras      | Als speler bij Palmeiras      | Als speler bij Palmeiras      | Als speler bij Palmeiras      | Als speler bij Palmeiras      | Als speler bij Palmeiras      |
| ----------------------------- | ----------------------------- | ----------------------------- | ----------------------------- | ----------------------------- | ----------------------------- |
| 1.                            | 17 november 2023              | Colombia – Brazilië           | 2 – 1                         | Kwalificatie WK 2026          |                               |
| 2.                            | 22 november 2023              | Brazilië – Argentinië         | 0 – 1                         | Kwalificatie WK 2026          |                               |
| 3.                            | 23 maart 2024                 | Engeland – Brazilië           | 0 – 1                         | Vriendschappelijk             | 80'                           |
| 4.                            | 26 maart 2024                 | Spanje – Brazilië             | 3 – 3                         | Vriendschappelijk             | 50'                           |
| 5.                            | 9 juni 2024                   | Mexico – Brazilië             | 2 – 3                         | Vriendschappelijk             | 90+6'                         |
| 6.                            | 13 juni 2024                  | Verenigde Staten – Brazilië   | 1 – 1                         | Vriendschappelijk             |                               |
| 7.                            | 25 juni 2024                  | Brazilië – Costa Rica         | 0 – 0                         | Copa América 2024             |                               |
| 8.                            | 29 juni 2024                  | Paraguay – Brazilië           | 1 – 4                         | Copa América 2024             |                               |
| 9.                            | 3 juli 2024                   | Brazilië – Colombia           | 1 – 1                         | Copa América 2024             |                               |
| 10.                           | 7 juli 2024                   | Uruguay – Brazilië            | 0 – 0 (4 – 2 n.s.)            | Copa América 2024             |                               |

## Erelijst
| Competitie                   | Aantal    | Jaren      |
| Palmeiras                    | Palmeiras | Palmeiras  |
| ---------------------------- | --------- | ---------- |
| Série A                      | 2         | 2022, 2023 |
| Supercopa do Brasil          | 1         | 2023       |
| Campeonato Paulista Série A1 | 1         | 2023       |
| Real Madrid                  |           |            |
| UEFA Super Cup               | 1         | 2024       |

1 Courtois ·
2 Carvajal  ·
3 Militão ·
4 Alaba ·
5 Bellingham ·
6 Camavinga ·
7 Vinícius ·
8 Valverde ·
9 G. García ·
10 Mbappé ·
11 Rodrygo ·
12 Trent ·
13 Lunin ·
14 Tchouaméni ·
15 Güler ·
16 Endrick ·
17 Asencio ·
18 Carreras ·
19 Ceballos ·
20 F. García ·
21 Brahim ·
22 Rüdiger ·
23 Mendy ·
24 Huijsen ·
Coach: Alonso